# 信宜市文昌小学
文昌小学，位于广东省信宜市东镇镇文昌村，是一所很残旧的小学。文昌小学分老校区和行校区，老校区非常破旧，新校区就是一栋一层楼高的楼房。文昌村大部分人都在此学校上小学。
不过在2005年信宜市第五小学建于城北，也吸收了部分文昌小学的学生，使得学校的学生越来越少。信宜是一个贫穷的山区，大部分青年都外出珠三角打工。文昌小学沒出过什么名人，不过由于90年代中国的大学扩招，使得文昌小学1993年以来的学生考上大学的比例大幅上升。